# ییلاق‌نشینان

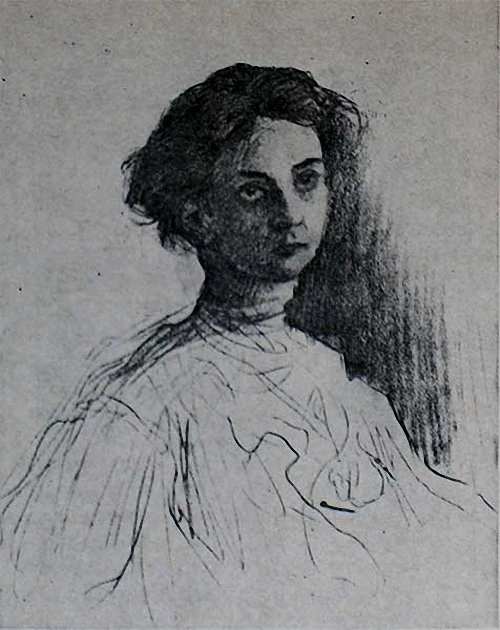
ماکسیم گورکی

ییلاق‌نشینان (روسی: Дачники) نمایشنامه است از ماکسیم گورکی که در سال ۱۹۰۴ نگاشته شد و نخستین بار در سال ۱۹۰۵ در سن پترزبورگ چاپ شد.
این نمایشنامه که پُر است از شخصیت‌هایی «که شاید با دنیای همیشگی چخوفی فاصله دارند»، در همان سالی نگاشته شد که آنتون چخوف درگذشت. نمایشنامه دربارهٔ طبقهٔ اجتماعی بورژوازی در روسیه و تغییر و تحول آن است. در روسیه، این نمایش در ۱۰ نوامبر ۱۹۰۴ در سن پترزبورگ به روی صحنه رفت.
در انگلستان، نخستین اجرا در ۲۷ اوت ۱۹۷۴ با کارگردانی دیوید جونز و بازی دیوید سوشی انجام شد.